# Gabriele Santini
Gabriele Santini (Perugia, 20 de enero de 1886 - Roma, 13 de noviembre de 1964) fue un director de orquesta italiano, particularmente asociado con el repertorio operístico italiano.
Estudió en Perugia y Bolonia, e hizo su debut en 1906, como director ayudante de Gino Marinuzzi y Arturo Toscanini, apareciendo con ellos por toda Italia. 
Se le relacionó particularmente con el Teatro de La Scala en Milán, el Teatro San Carlos de Nápoles y la Ópera de Roma, donde fue director artístico desde el año 1945 hasta 1962. También hizo apariciones como invitado en la Ópera de París y la Royal Opera House en Londres.
Dirigió varias creaciones de obras contemporáneas italianas especialmente de compositores como Umberto Giordano y Franco Alfano, pero fue especialmente admirado como un maestro sólido como una roca de la vieja escuela en el repertorio italiano estandarizado. Considerado uno de los grandes directores verdianos de su generación, dejó notables grabaciones de Simón Boccanegra y Don Carlo, ambas con Tito Gobbi y Boris Christoff.